# Coridromius
Coridromius is een geslacht van wantsen uit de familie van de Miridae (Blindwantsen). Het geslacht werd voor het eerst wetenschappelijk beschreven door Victor Antoine Signoret in 1862.

## Soorten
Het genus bevat de volgende soorten:

- Coridromius basilanus Tatarnic & Cassis, 2013
- Coridromius bicolor Tatarnic & Cassis, 2008
- Coridromius boianotum Tatarnic & Cassis, 2008
- Coridromius bulbopella Tatarnic & Cassis, 2008
- Coridromius carinatus (Carvalho, 1956)
- Coridromius chenopoderis Tatarnic & Cassis, 2008
- Coridromius chinensis Liu & Zhao, 1999
- Coridromius confusus Tatarnic & Cassis, 2008
- Coridromius crassus Tatarnic & Cassis, 2008
- Coridromius declivipennis Miyamoto & Yasunaga, 1999
- Coridromius drepanopenis Tatarnic & Cassis, 2008
- Coridromius ephippius Tatarnic & Cassis, 2008
- Coridromius epithema Tatarnic & Cassis, 2008
- Coridromius eremnos Tatarnic & Cassis, 2013
- Coridromius falsicoleus Tatarnic & Cassis, 2008
- Coridromius fomangsu Tatarnic & Cassis, 2013
- Coridromius hermosus Tatarnic & Cassis, 2008
- Coridromius lestoni Tatarnic & Cassis, 2008
- Coridromius macchabeeus Tatarnic & Cassis, 2013
- Coridromius marmoreus Tatarnic & Cassis, 2008
- Coridromius minusculus Carvalho, 1987
- Coridromius monotocopsis Tatarnic & Cassis, 2008
- Coridromius mulu Tatarnic & Cassis, 2013
- Coridromius nakatanii Cherot, Konstantinov & Yasunaga, 2004
- Coridromius neoguineanus Carvalho, 1987
- Coridromius nigrus Carvalho, 1987
- Coridromius norfolkensis Tatarnic & Cassis, 2013
- Coridromius novoguinensis Carvalho, 1987
- Coridromius pilbarensis Tatarnic & Cassis, 2008
- Coridromius prolixipenis Tatarnic & Cassis, 2008
- Coridromius pteraulos Tatarnic & Cassis, 2008
- Coridromius punctatus Carvalho, 1987
- Coridromius ruwenzorii Tatarnic & Cassis, 2008
- Coridromius schuhi Linnavuori, 1994
- Coridromius sommelieri Tatarnic & Cassis, 2008
- Coridromius tafo Tatarnic & Cassis, 2013
- Coridromius tahitiensis Tatarnic & Cassis, 2008
- Coridromius taravao Tatarnic & Cassis, 2013
- Coridromius testaceus G.Q. Liu & R.J. Zhao, 1999
- Coridromius thalame Tatarnic & Cassis, 2008
- Coridromius variegatus (Montrouzier, 1861)
- Coridromius zetteli Chérot, Konstantinov & Yasunaga, 2004